# Wesna Ratkowna Dolonz
Wesna Ratkowna Dolonz (geborene Manassijewa, russisch Весна Ратковна Долонц, serbisch Весна Долонц Vesna Dolonc; * 21. Juli 1989 in Moskau, damals Sowjetunion) ist eine ehemalige serbisch-russische Tennisspielerin, die ab Ende 2012 für Serbien spielte.

## Karriere
Dolonz, die laut ITF-Profil Hartplätze bevorzugt, begann im Alter von vier Jahren mit dem Tennisspielen. Im September 2005 bestritt sie ihr erstes Turnier auf der ITF Women’s World Tennis Tour, auf dem sie drei Einzel- und fünf Doppeltitel gewann.
2007 spielte Dolonz in der Qualifikation von Istanbul erstmals bei einem Turnier der WTA Tour, schied jedoch in der ersten Runde aus. In Taschkent stand sie dann zum ersten Mal im Hauptfeld eines WTA-Turniers und zog nach einem Sieg über Galina Woskobojewa sogleich in die zweite Runde ein, in der sie der späteren Siegerin Pauline Parmentier unterlag. Zuvor erzielte sie in Charkiw bei einem hochdotierten ITF-Turnier der $100.000-Kategorie ihr bis dahin größtes Endspiel, das sie aber gegen Aljona Bondarenko verlor. Bei den Australian Open 2008 startete Dolonz in ihrer ersten Qualifikation eines Grand-Slam-Turniers und musste sich dort erst in der Schlussrunde geschlagen geben. Anschließend erreichte sie in Pattaya ebenfalls aus der Qualifikation heraus ihr erstes WTA-Viertelfinale und gewann zum Saisonabschluss in Nantes bei einem ITF-Turnier der $50.000-Kategorie ihren ersten Profititel im Einzel.
2009 schaffte Dolonz in Wimbledon den erstmaligen Sprung ins Hauptfeld, musste sich aber zum Auftakt Timea Bacsinszky geschlagen geben, an der sie auch in der ersten Runde der darauffolgenden US Open scheiterte. Im Oktober 2010 heiratete sie ihren Lebensgefährten Arsen Dolonz und änderte ihren Nachnamen von ehemals Manassijewa. Zum Beginn der Saison 2011 gelang Dolonz in der ersten Runde der Australian Open gegen Marion Bartoli ihr erster Sieg über eine Spielerin aus den Top 20 im Ranking. Durch den Einzug in die dritte Runde, rückte sie anschließend unter die besten 100 der Weltrangliste vor. Auch bei den French Open überstand sie anschließend erstmals die Auftaktrunde, dennoch beendete Dolonz die Saison mit sechs Niederlagen in Serie außerhalb der Top 100.
Von Ende 2012 an startete Dolonz für Serbien. Nach ihrem zweiten Titelgewinn bei einem ITF-Turnier der $50.000-Kategorie in Donezk, erreichte sie in Taschkent im Doppel an der Seite von Anna Tschakwetadse ihr einziges WTA-Finale, doch mussten die beiden nach dem Verlust des ersten Satzes gegen Paula Kania und Palina Pechawa aufgeben. Zum Jahresabschluss qualifizierte sie sich für das Hauptfeld des Kremlin Cup in Moskau und erreichte dort nach einem Zweitrundensieg gegen Simona Halep das Viertelfinale, in dem sie von Ana Ivanović geschlagen wurde. 2013 stand Dolonz in Melbourne noch einmal in der zweiten Runde und erzielte nach dem Erreichen der dritten Runde in Wimbledon, wo sie sich unter anderem gegen Jelena Janković durchsetzen konnte, bevor sie Kirsten Flipkens unterlag, mit Rang 84 ihre höchste Weltranglistenposition.
Infolge einiger schwächerer Jahre, beendete Dolonz im Februar 2017 ihre aktive Laufbahn.
2013 gab Dolonz bei der 2:3-Viertelfinalniederlage gegen die Slowakei ihren Einstand für die serbische Fed-Cup-Mannschaft. In ihren insgesamt fünf Partien, die sie bis 2014 für ihr neues Land absolvierte, gelang ihr allerdings lediglich ein Sieg im Einzel.

## Turniersiege

### Einzel
| Nr. | Datum            | Turnier | Kategorie   | Belag             | Finalgegnerin         | Ergebnis |
| --- | ---------------- | ------- | ----------- | ----------------- | --------------------- | -------- |
| 1.  | 1. November 2008 | Nantes  | ITF $50.000 | Hartplatz (Halle) | Stefanie Vögele       | 6:3, 6:2 |
| 2.  | 21. Juli 2012    | Donezk  | ITF $50.000 | Hartplatz         | Maria João Koehler    | 6:2, 6:3 |
| 3.  | 8. Mai 2016      | Győr    | ITF $10.000 | Sand              | Anastasija Schoschyna | 6:3, 7:5 |

### Doppel
| Nr. | Datum          | Turnier       | Kategorie   | Belag             | Partnerin           | Finalgegnerinnen                           | Ergebnis           |
| --- | -------------- | ------------- | ----------- | ----------------- | ------------------- | ------------------------------------------ | ------------------ |
| 1.  | August 2007    | Moskau        | ITF $25.000 | Sand              | Marija Kondratjewa  | Nina Brattschikowa Sophie Lefèvre          | 6:2, 6:1           |
| 2.  | April 2009     | Monzón        | ITF $75.000 | Hartplatz         | Chen Yi             | Alberta Brianti Margalita Ranzinger        | 2:6, 6:4, [10:8]   |
| 3.  | Mai 2012       | Saint-Gaudens | ITF $50.000 | Sand              | Irina Chromatschowa | Naomi Broady Julia Glushko                 | 6:2, 6:0           |
| 4.  | September 2012 | Shrewsbury    | ITF $75.000 | Hartplatz (Halle) | Stefanie Vögele     | Karolína Plíšková Kristýna Plíšková        | 6:1, 6:73, [15:13] |
| 5.  | November 2012  | Barnstaple    | ITF $75.000 | Hartplatz (Halle) | Oqgul Omonmurodova  | Aljaksandra Sasnowitsch Diāna Marcinkēviča | 6:3, 6:1           |

## Abschneiden bei Grand-Slam-Turnieren

### Einzel
| Turnier         | 2008 | 2009 | 2010 | 2011 | 2012 | 2013 | 2014 | Karriere |
| --------------- | ---- | ---- | ---- | ---- | ---- | ---- | ---- | -------- |
| Australian Open | Q3   | Q1   | Q3   | 3    | Q1   | 2    | 2    | 3        |
| French Open     | Q1   | Q1   | Q3   | 2    | Q2   | 1    | Q3   | 2        |
| Wimbledon       | Q2   | 1    | Q3   | 1    | 1    | 3    | Q1   | 3        |
| US Open         | Q1   | 1    | Q2   | 1    | Q2   | 1    | Q1   | 1        |

Zeichenerklärung: S = Turniersieg; F, HF, VF, AF = Einzug ins Finale / Halbfinale / Viertelfinale / Achtelfinale; 1, 2, 3 = Ausscheiden in der 1. / 2. / 3. Hauptrunde; Q1, Q2, Q3 = Ausscheiden in der 1. / 2. / 3. Runde der Qualifikation; n. a. = nicht ausgetragen

### Doppel
| Turnier         | 2011 | 2012 | 2013 | 2014 | Karriere |
| --------------- | ---- | ---- | ---- | ---- | -------- |
| Australian Open | —    | —    | —    | —    | —        |
| French Open     | —    | —    | —    | —    | —        |
| Wimbledon       | 1    | 1    | 1    | 1    | 1        |
| US Open         | —    | —    | —    | —    | —        |